# Episodi di Noobees (prima stagione)
La prima stagione di Nobees è andata in prima TV in America Latina dal 17 settembre 2018, in Brasile dal 4 febbraio al 26 aprile 2019 e in Italia dall'11 febbraio 2019.
| n° | Titolo originale               | Titolo italiano                  | Prima TV America Latina | Prima TV Brasile | Prima TV Italia  |
| -- | ------------------------------ | -------------------------------- | ----------------------- | ---------------- | ---------------- |
| 1  | Jugador por necesidad          | Gamer per caso                   | 17 settembre 2018       | 4 febbraio 2019  | 11 febbraio 2019 |
| 2  | Novato en apuros               | Una noob nei guai                | 18 settembre 2018       | 5 febbraio 2019  | 12 febbraio 2019 |
| 3  | Amigos y rivales               | Amici e rivali                   | 19 settembre 2018       | 6 febbraio 2019  | 13 febbraio 2019 |
| 4  | En busca del entrenador        | Allenatore cercasi               | 20 settembre 2018       | 7 febbraio 2019  | 14 febbraio 2019 |
| 5  | El primer juego                | La prima partita                 | 21 settembre 2018       | 8 febbraio 2019  | 15 febbraio 2019 |
| 6  | Silvia a la plaza              | Il clone di Silvia               | 24 settembre 2018       | 11 febbraio 2019 | 18 febbraio 2019 |
| 7  | El cumpleaños de Matt          | Il compleanno di Matt            | 25 settembre 2018       | 12 febbraio 2019 | 19 febbraio 2019 |
| 8  | ¿Soy un avatar?                | Sono un avatar?                  | 26 settembre 2018       | 13 febbraio 2019 | 20 febbraio 2019 |
| 9  | Un dia muy largo               | Una lunghissima giornata         | 27 settembre 2018       | 14 febbraio 2019 | 21 febbraio 2019 |
| 10 | Castigado                      | In punizione                     | 28 settembre 2018       | 15 febbraio 2019 | 22 febbraio 2019 |
| 11 | En busca de la joya            | Alla ricerca della gemma         | 1º ottobre 2018         | 18 febbraio 2019 | 25 febbraio 2019 |
| 12 | El plan de Rut                 | Il piano di Ruth                 | 2 ottobre 2018          | 19 febbraio 2019 | 26 febbraio 2019 |
| 13 | Hyper pisó la pelota           | L'ipervelocità                   | 3 ottobre 2018          | 20 febbraio 2019 | 27 febbraio 2019 |
| 14 | La USB de Horitzó              | Noobees a rischio                | 4 ottobre 2018          | 21 febbraio 2019 | 28 febbraio 2019 |
| 15 | La leyenda de los Mystery Team | La leggenda dei Mistery Team     | 5 ottobre 2018          | 22 febbraio 2019 | 1º marzo 2019    |
| 16 | Beso virtual                   | Bacio virtuale                   | 8 ottobre 2018          | 25 febbraio 2019 | 4 marzo 2019     |
| 17 | Todo por un MOD                | Tutto per una MOD                | 9 ottobre 2018          | 26 febbraio 2019 | 5 marzo 2019     |
| 18 | Silvia VS Ruth                 | Silvia contro Ruth               | 10 ottobre 2018         | 27 febbraio 2019 | 6 marzo 2019     |
| 19 | Cosplayer o Gamer              | Cosplayer o gamer?               | 11 ottobre 2018         | 28 febbraio 2019 | 7 marzo 2019     |
| 20 | Un nuevo poder                 | Un nuovo potere                  | 12 ottobre 2018         | 1º marzo 2019    | 8 marzo 2019     |
| 21 | El mejor dúo de jugadores      | La delusione di Silvia           | 15 ottobre 2018         | 4 marzo 2019     | 6 maggio 2019    |
| 22 | El jugador destacado           | Il gamer più ammirato            | 16 ottobre 2018         | 5 marzo 2019     | 7 maggio 2019    |
| 23 | Misión: Deshipnotizarte        | Missione: svegliarsi dall'ipnosi | 17 ottobre 2018         | 6 marzo 2019     | 8 maggio 2019    |
| 24 | Un truco Tecnomagos            | Tecnomagos in soccorso           | 18 ottobre 2018         | 7 marzo 2019     | 9 maggio 2019    |
| 25 | La confesión                   | La confessione                   | 19 ottobre 2018         | 8 marzo 2019     | 10 maggio 2019   |
| 26 | El primer encuentro            | Il primo appuntamento            | 22 ottobre 2018         | 11 marzo 2019    | 13 maggio 2019   |
| 27 | Entrenador privado             | L'allenatore personale           | 23 ottobre 2018         | 12 marzo 2019    | 14 maggio 2019   |
| 28 | El gran juego                  | La grande partita                | 24 ottobre 2018         | 13 marzo 2019    | 15 maggio 2019   |
| 29 | La chica invisible             | La ragazza invisibile            | 25 ottobre 2018         | 14 marzo 2019    | 16 maggio 2019   |
| 30 | Papá, soy un avatar            | Papà, sono un avatar!            | 26 ottobre 2018         | 15 marzo 2019    | 17 maggio 2019   |
| 31 | El secreto de los poderes      | I poteri di Silvia               | 29 ottobre 2018         | 18 marzo 2019    | 20 maggio 2019   |
| 32 | El secreto del disco           | L'Hard Disk misterioso           | 30 ottobre 2018         | 19 marzo 2019    | 21 maggio 2019   |
| 33 | Noobees VS Rockeros            | Noobees contro Rockers           | 31 ottobre 2018         | 20 marzo 2019    | 22 maggio 2019   |
| 34 | La baile                       | Il ballo                         | 1º novembre 2018        | 21 marzo 2019    | 23 maggio 2019   |
| 35 | El secreto del quinto poder    | Il quinto potere                 | 2 novembre 2018         | 22 marzo 2019    | 24 maggio 2019   |
| 36 | Mateo está vivo                | Mateo è vivo                     | 5 novembre 2018         | 25 marzo 2019    | 27 maggio 2019   |
| 37 | El ojo de Zigorisko            | L'occhio di Zigorisko            | 6 novembre 2018         | 26 marzo 2019    | 28 maggio 2019   |
| 38 | El mejor cosplay               | Il concorso di cosplay           | 7 novembre 2018         | 27 marzo 2019    | 29 maggio 2019   |
| 39 | El duelo                       | Il duello                        | 8 novembre 2018         | 28 marzo 2019    | 30 maggio 2019   |
| 40 | Buscando en el museo           | La ricerca nel museo             | 9 novembre 2018         | 29 marzo 2019    | 31 maggio 2019   |
| 41 | Temporada de transferencia     | La campagna acquisti             | 12 novembre 2018        | 1º aprile 2019   | 1º luglio 2019   |
| 42 | Operación Cupido               | Operazione Cupido                | 13 novembre 2018        | 2 aprile 2019    | 2 luglio 2019    |
| 43 | ¿David fuera de los rockeros?  | David è fuori dai Rockers?       | 14 novembre 2018        | 3 aprile 2019    | 3 luglio 2019    |
| 44 | Secretos descubiertos          | Segreti svelati                  | 15 novembre 2018        | 4 aprile 2019    | 4 luglio 2019    |
| 45 | Solo un mes                    | Solo un mese                     | 16 novembre 2018        | 5 aprile 2019    | 5 luglio 2019    |
| 46 | Auriculares 2.0                | Cuffie 2.0                       | 19 novembre 2018        | 8 aprile 2019    | 6 luglio 2019    |
| 47 | Matt, un nuevo avatar          | Matt, un nuovo avatar            | 20 novembre 2018        | 9 aprile 2019    | 7 luglio 2019    |
| 48 | Los poderes de Matt            | I poteri di Matt                 | 21 novembre 2018        | 10 aprile 2019   | 8 luglio 2019    |
| 49 | Avatar VS Avatar               | Avatar contro avatar             | 22 novembre 2018        | 11 aprile 2019   | 9 luglio 2019    |
| 50 | A un paso de Lost City         | A un passo da Lost City          | 23 novembre 2018        | 12 aprile 2019   | 10 luglio 2019   |
| 51 | La decisión de Matt            | La decisione di Matt             | 26 novembre 2018        | 15 aprile 2019   | 11 luglio 2019   |
| 52 | La voz de Pixie                | La voce di Pixie                 | 27 novembre 2018        | 16 aprile 2019   | 12 luglio 2019   |
| 53 | Coordenadas                    | Coordinate                       | 28 novembre 2018        | 17 aprile 2019   | 13 luglio 2019   |
| 54 | Los hijos de zigorisko         | I figli di Zigorisko             | 29 novembre 2018        | 18 aprile 2019   | 14 luglio 2019   |
| 55 | La revelación de Zigorisko     | La rivelazione di Zigorisko      | 30 novembre 2018        | 19 aprile 2019   | 15 luglio 2019   |
| 56 | El tiempo esta acabando        | Il tempo finisce                 | 3 dicembre 2018         | 22 aprile 2019   | 16 luglio 2019   |
| 57 | David VS Helen                 | David contro Helen               | 4 dicembre 2018         | 23 aprile 2019   | 17 luglio 2019   |
| 58 | ¿Dónde está Pixie?             | Dov'è Pixie                      | 5 dicembre 2018         | 24 aprile 2019   | 18 luglio 2019   |
| 59 | Conexión                       | Connessione                      | 6 dicembre 2018         | 25 aprile 2019   | 19 luglio 2019   |
| 60 | El último juego                | L'ultima partita                 | 7 dicembre 2018         | 26 aprile 2019   | 20 luglio 2019   |

## Gamer per caso
Tania, viene cacciata dalla sua squadra, Rokers, per far entrare la cugina di David. Così decide di formarne una tutta sua, dove parteciperanno anche Silvia, una ragazza inesperta di videogiochi, e suo fratello, un ragazzo esperto di videogiochi.

## Una noob nei guai
Dopo che la squadra di Tania è entrata nella LVP, cominciano a nominarsi Noobees. Nella prima partita del nuovo anno dovrà giocare Silvia dove, con molta insicurezza della sua stima, non sa cosa fare e, grazie a sua fratello che causa un black out, si salva.

## Amici e rivali
Dato che improvvisamente Silvia fa scomparire il mouse, cosa impossibile, David vince a tavolino la prima partita.

## Allenatore cercasi
Ruth e Lili fanno uno scherzetto a Silvia e a David. Nel frattempo, visto che Tania è un'allenatrice troppo severa e schematica, la squadra dei Noobees decide di trovare un nuovo allenatore. Alla fine si sceglie il papà di Silvia, Hector.

## La prima partita
Hector decide di modificare tipo di allenamento e fa capire cos'è lo spirito di squadra.

## Il clone di Silvia
Mentre Silvia si esercita al Labirinto, con le cuffie, crea un suo clone e continua a pensare che abbia dei poteri. Finora solo Laura, la sua migliore amica, la vede e lo sa.

## Il compleanno di Matt
a scuola suona l'allarme, questo impedisce, con la confusione, di far vedere Silvia e il suo clone insieme. Dopo il clone di Silvia si ritrova alla festa del suo amico, Matt.

## Sono un avatar?
Silvia, per sbaglio, crea un nuovo clone che gironzola di qua e di là per la casa. Intanto Laura scopre che questo è uno dei poteri di Kosnika, il personaggio rappresentativo di Silvia nel gioco il Labirinto. Così crede che Silvia sia un avatar.

## Una lunghissima giornata
Silvia crea altri cloni, per fare una prova, e improvvisamente questi distruggono l'intera casa e, prima che venga la mamma, tutti sistemano la casa.

## In punizione
Per caso Silvia e David distruggono il simbolo della fiera della tecnologia e così finiscono in punizione, un ottimo motivo per conosciersi molto meglio.

## Alla ricerca della gemma
I Noobees giocano una partita e perdono. Tutti sono delusi e Silvia è sempre più distratta pensando ai suoi cloni.

## Il piano di Ruth
Ruth, per far allontanare David da Silvia, sfrutta il canale di Nora modificando le interviste.

## L'ipervelocità
Silvia ha un nuovo potere: l'ipervelocità.

## Noobees a rischio
David, Kong e Ruth vedono Silvia a cercare indizi nella gaming house dei Rockers.

## La leggenda dei Mistery Team
David e Silvia vedono la partita dei Mistery Team e dei Los Asteroide all'arcaide.

## Bacio virtuale
Quando si scopre che David e Silvia escono insieme di nascosto si annuncia loro di fare una partita.

## Tutto per una MOD
Durante la partita tra David e Silvia i due avatar, nel gioco, si danno un bacio. Così Matt comincia a credere che sia stato tutto per colpa della sua MOD, oggetto che poteva aiutare Silvia a vincere.

## Silvia contro Ruth
Mentre Ruth sfida Silvia con una Ruthichallenge. Niko e Kong arrivano ai primi due posti della gara di robot.

## Cosplayer o gamer?
Pablo, il fratello di Tania, è indeciso se occuparsi di game o di cosplay. Intanto Roberta vede David che chiede a Silvia di fidanzarsi.

## Un nuovo potere
I Noobees perdono contro i Control Z. Dopo David richiede a Silvia di fidanzarsi con lei, ma accidentalmente questa attiva un suo nuovo potere. Intanto Pablo, al posto di viaggiare ad un importante incontro offerto dalla vincita del suo cosplay, regala dei computer di ultima generazione alla sua squadra, per giocare la partita dalla loro gaming house.

## La delusione di Silvia
Silvia si rende conto che il suo nuovo potere è l'ipnosi, così scopre che ha ipnotizzato David, facendolo casualmente innamorare di Ruth.

## Il gamer più ammirato
All'evento che premia il gamer che si è impegnato di più nel precedente campionato vince David, dove offre il suo trofeo a Ruth fidanzandosi con lei.

## Missione: svegliarsi dall'ipnosi
Silvia non riesce a svegliare dall'ipnosi David. In tutti i modi cerca di farlo. Al punto di arrendersi chiede aiuto ai cugini di Tania

## Tecnomagos in soccorso
Silvia ipnotizza anche Matt, per sbaglia. Intanto il tempo passa per svegliare dall'ipnosi David così Silvia prosegue con il suo piano e riesce a risolvere la situazione.

## La confessione
David e Matt tornano normali, ma non si ricordano nulla di quello che è successo negli ultimi giorni, a causa dell'ipnosi.

## Il primo appuntamento
David scusa Silvia e riescono a fidanzarsi, così organizzano il loro primo appuntamento

## L'allenatore personale
Durante l'allenamento dei Rockers, David riesce a raggiungere Silvia per il loro primo appuntamento, non andato molto bene a causa del ristorante con un cattivo servizio. Intanto qualcuno li fotografa insieme.

## La grande partita
Si scopre che è stato Matt a fotografarli di nascosto. Nel frattempo i Noobees hanno una partita importantissima da giocare.

## La ragazza invisibile
Silvia si rende conto di avere il potere dell'invisibilità. Si allarma sul fatto che non riesce più a controllare i suoi poteri e che sta assomigliando sempre di più al suo avatar rappresentativo nel gioco Labirinto.

## Papà, sono un avatar!
Silvia, stanca dei suoi poteri, decide di dire tutta la verità a suo padre. Non ci riesce e quindi chiede aiuto a Tania e a Laura.

## I poteri di Silvia
Silvia riesce a mostrare i suoi poteri al padre, così lui gli crede e pensa al piano che stava lavorando il padre di Matt: Mateo.

## L'Hard Disk misterioso
Silvia, frugando nella camera di Matt, durante il progetto di ecologia, trova l'hard disk che potrebbe aiutare per saperne di più su Mateo e Silvia.

## Noobees contro Rockers
Zeus, un grande giocatore del Labirinto, aiuta i Rockers per vincere le loro partite, infatti li aiuta: vincono contro i Noobees. David si dispiace, così decide di festeggiare con Silvia. Intanto serve un secondo hard disk.

## Il ballo
Prima del ballo ecologico Silvia si preoccupa che mentre balla con David si attivi uno dei suoi poteri.

## Il quinto potere
David e Silvia lotigano perché questa lo vede ballare con Ruth, che a causa di Lili ha i capelli gialli. Ruth intanto festeggia perché il suo obbiettivo è stato raggiunto.

## Mateo è vivo
Silvia si ritrova nel videogioco Labirinto e salva Mateo, con sorpresa si vede vivo, da un robot che lo inseguiva.

## L'occhio di Zigorisko
Silvia, Kosnika, a Lost City spiega a Mateo che è bloccato lì da anni.

## Il concorso di cosplay
Pablo presenta uno dei suoi cospley, nominato il migliore, ma per caso Matt gli rovina una manica.

## Il duello
Silvia, dopo essere uscita dal Labirinto vuol fotografare la mappa dell'occhio di Zigorisko, ma Roberto lo vede e quindi scatta il suo solito carattere.

## La ricerca nel museo
Quando Silvia e suo padre seguono la mappa e pensano di doversi ritrovare nella casa di Zigorisko, vedono che in realtà si ritrovano in un misterioso museo. Intanto Matt svela a nora che lui è MisterM.

## La campagna acquisti
Silvia e Hector cercano di aprire una cassa trovata nel museo.

## Operazione Cupido
Silvia e Hector completano il puzzle per aprire la cassa. Poi grazie a David, Silvia, Tania, Erik, Lily, Roberta, Niko e Kong Laura e Pablo si fidanzano

## David è fuori dai Rockers?
Dato che David nel Campionato poteva essere trasferito in un'altra squadra i CltrZ lo comprano.

## Segreti svelati
Niko è sicuro che MisterM sia Matt, Nora lo nega, ma questi lo raggiungono e anche Niko scopre la verità.

## Solo un mese
Hector mostrano a Niko i poteri di Silvia.

## Cuffie 2.0
David, Silvia, Ruth, Erick, Roberta, Matt e molti altri devono partecipare al premio di "Miglior studente del semestre". Per farlo bisogna fare insieme uno spettacolo.

## Matt, un nuovo avatar
Indossando le cuffie 2.0 di suo padre, Matt comincia a vedere pixellato.

## I poteri di Matt
Matt, ignaro di cosa succedeva, sveglia dall'ipnosi Tania, Hector, Niko e Laura così i Noobees riescono a vincere la partita contro i Leones.

## Avatar contro avatar
Vedendo i poteri di Matt, Silvia scopre che lui è un avatar.

## A un passo da Lost City
Vedendo i poteri di Silvia, Matt scopre che lei è un avatar. Successivamente si arrabbia con Hector perché non lo ha informato della ricerca su Mateo.

## La decisione di Matt
Silvia e Hector dicono a Matt che suo padre è vivo e che è rimasto intrappolato nel videogioco dopo aver indossato le cuffio 2.0.

## La voce di Pixie
David si mette con Helen, ma non riesce a non pensare a Silvia.

## Coordinate
Niko decifra il codice binario e scopre che sono le coordinate di dove abita Zigorisko

## I figli di Zigorisko
Matt, Silvia, Laura, Tania e Niko vanno a casa di Zigorisko e vedono i suoi figli: Thiago ed Elisa.

## La rivelazione di Zigorisko
Dopo che hanno fatto tanto per trovare Zigorisko lo vedono e riescono a parlarci.

## Il tempo finisce
Per Silvia è il momento di mostrare a David i suoi poteri, ma questi due vengono sorpresi non solo da Helen, ma anche dai Rockers.

## David contro Helen
Zigorisko consegna l'originario progetto di Lost City a Hector, Silvia, Matt e Niko.

## Dov'è Pixie
Pixie sparisce e Niko lo vuole far ricomparire, ma continua a non riuscirci ogni suo tentativo.

## Connessione
Addolorata, la madre di Matt, Ema, comunica a Hector e Silvia che Matt è entrato in Lost City per ritrovare suo padre.

## L'ultima partita
I Nobees fanno la loro ultima partita e successivamente Silvia va nel Labirinto, ma si porta con sé anche David. Alla fine si rimettono Insieme!